# 伊兹 (科罗拉多州)
伊兹（英語：Eads），是美国科罗拉多州凯厄瓦县下属的一座城市。建市于1916年1月29日，面积大约为0.47平方英里（1.217平方公里）。根据2010年美国人口普查，该市有人口609人。2011年估计该市有人口624人，相比2010年人口增长率为2.46%。同时，论人口该市是科罗拉多州第182大城市。